# 14e méridien ouest
En géographie, le 14e méridien ouest est le méridien joignant les points de la surface de la Terre dont la longitude est égale à 14° ouest.

## Géographie

### Dimensions
Comme tous les autres méridiens, la longueur du 14e méridien correspond à une demi-circonférence terrestre, soit 20 003,932 km. Au niveau de l'équateur, il est distant du méridien de Greenwich de 1 558 km,.
Avec le 166e méridien est, il forme un grand cercle passant par les pôles géographiques terrestres.

### Régions traversées
En commençant par le pôle Nord et descendant vers le sud au pôle Sud, Le 14e méridien ouest passe par:
| Coordonnées          | Pays, territoire ou mer | Notes |
| -------------------- | ----------------------- | --- |
| 90° 00′ N, 14° 00′ O | Océan Arctique          | |
| 81° 48′ N, 14° 00′ O | Groenland               | |
| 81° 01′ N, 14° 00′ O | Océan Atlantique        | Mer du Groenland                                                                                                  |
| 65° 36′ N, 14° 00′ O | Islande                 | |
| 64° 43′ N, 14° 00′ O | Océan Atlantique        | |
| 28° 43′ N, 14° 00′ O | Espagne                 | Île de Fuerteventura                                                                                              |
| 28° 12′ N, 14° 00′ O | Océan Atlantique        | |
| 26° 28′ N, 14° 00′ O | Western Sahara          | Revendiqué par le by Maroc                                                                                        |
| 21° 20′ N, 14° 00′ O | Mauritanie              | |
| 16° 21′ N, 14° 00′ O | Sénégal                 | |
| 13° 33′ N, 14° 00′ O | Gambie                  | |
| 13° 17′ N, 14° 00′ O | Sénégal                 | |
| 12° 40′ N, 14° 00′ O | Guinée-Bissau           | |
| 11° 39′ N, 14° 00′ O | Guinée                  | |
| 9° 59′ N, 14° 00′ O  | Océan Atlantique        | Passe juste à l'est de l'Île de l'Ascension, Sainte-Hélène, Ascension et Tristan da Cunha (à 7° 57′ S, 14° 18′ O) |
| 60° 00′ S, 14° 00′ O | Océan Austral           | |
| 71° 57′ S, 14° 00′ O | Antarctique             | Terre de la Reine-Maud, revendiquée par la Norvège                                                                |